# Джанкола, Донато
Донато Джанкола (англ. Donato Giancola) — американский художник-иллюстратор, получивший широкое признание своими работами в области иллюстрирования научной фантастики и фэнтези, известен также как художник почтовых марок.

## Биография

Донато Джанкола, «Guardian Angel»

Донато родился в Колчестере, штат Вермонт, там же прошло его детство. В детстве он переоборудовал подвал родительского дома в свою мастерскую, где рисовал комиксы и занимался созданием миниатюрных моделей различных объектов и персонажей из вымышленных миров научной фантастики и фэнтези.
После окончания школы поступил в Университет Вермонта на факультет инженерной электротехники, но на третьем курсе покинул учебное заведение и поступил в Колледж Святого Михаила в Колчестере, а  затем в Сиракьюсский университет, где получил степень бакалавра изобразительных искусств (BFA) в 1992 году.
В 1993 году Джанкола переехал в Бруклин, Нью-Йорк, где работал ассистентом у Винсента Дезидерио и как начинающий художник фрилансер.
Был художником-иллюстратором для ролевых игр Dungeons & Dragons издательства TSR, Inc. и коллекционных карточных игр Magic: The Gathering издательства Wizards of the Coast.
Сотрудничал с книжным издательством Tor Books, специализирующимся на научной фантастике. Донато Джанкола автор книжных обложек  для таких современных писателей как Барбара Хэмбли, Ларри Нивен, Саймон Р. Грин.
Сотрудничал с разработчиком компьютерных игр LucasArts Entertainment.
В 2002 сделал серию портретов офицеров масонской ложи штата Пенсильвания.
В 2007 году работы Донато Джанколы появились на почтовых марках. Так, в рамках проекта ООН «Space for Humanity», в октябре 2007 года почтовое ведомство ООН выпустило серию коммеморативных марок к 50-летию запуска первого искусственного спутника Земли.
А в мае 2011 года Почтовая служба США выпустила сцепку из двух марок, приуроченную к 50-летию космической программы «Меркурий», на которых были изображены портрет Алана Шепарда и космический аппарат «Мессенджер».
Сам Донато называет свой стиль «классический абстрактный реализм» и утверждает, что в своем творчестве стремится совместить специфику фэнтези и научной фантастики с техникой реализма в живописи, присущей его любимым художникам ренессанса и барокко таким как — Мемлинга, Ян Ван Эйк, Вермеер, Веласкес, Караваджио, Боттичелли, Рембрандт, Рубенс, Тициан, Лотто.
В поисках вдохновения Джанкола часто совершает паломничество в мировые музеи такие как — Галерея Уффици, Музей Прадо, Лувр, Эрмитаж или часами проводит время в  музеях Нью-Йорка.
Проживает в Бруклине, Нью-Йорк, с женой и двумя дочерьми. Любимые писатели-фантасты Донато Джанколы — Дэвид Брин, Орсон Скотт Кард, Роберт Хайнлайн, Рэй Брэдбери, Роджер Желязны. Занимается преподавательской деятельностью, участвует в конвентах посвящённым фэнтези и научной фантастике.
Награды и премии
- Премия «Хьюго» в номинации лучший профессиональный художник (3): 2006, 2007 и 2009.
- Всемирная премия фэнтези (WFA) в номинации лучший профессиональный художник: 2004
- Chesley Awards — премия для профессиональных художников им. Чесли Боунстелла (17): — награждался семнадцать раз.
- Jack Gaughan Awards: 1998
- Asimov's Reader Polls (2): 2005, 2007
- Hamilton King Award: 2008